# Haswell (Durham)
Haswell è un villaggio dell'Inghilterra, appartenente alla contea del Durham.